# Nassawadox
Nassawadox är en kommun (town) i Northampton County i Virginia. Vid 2020 års folkräkning hade Nassawadox 533 invånare.